# Psi4 Aurigae
Título a ser usado para criar uma ligação interna é Psi4 Aurigae.
Psi4 Aurigae (Dolones, 55 Aurigae) é uma estrela na direção da constelação de Auriga. Possui uma ascensão reta de 06h 43m 05.01s e uma declinação de +44° 31′ 28.3″. Sua magnitude aparente é igual a 5.04. Considerando sua distância de 306 anos-luz em relação à Terra, sua magnitude absoluta é igual a 0.18. Pertence à classe espectral K5III.